# Coup d'Etat (canção)
"Coup d'Etat" (hangul: 쿠데타; rr: Kudeta) é uma canção do cantor e rapper sul-coreano G-Dragon, servindo como o segundo single de seu segundo álbum de estúdio de mesmo nome. Seu lançamento ocorreu em 2 de setembro de 2012 pela YG Entertainment. A canção foi composta por G-Dragon e produzida pelo mesmo juntamente com os produtores estadunidenses Diplo e Baauer.
Após o seu lançamento, "Coup d'Etat" atingiu a posição de número cinco na parada sul-coreana Gaon Digital Chart e de número quatro na parada estadunidense Billboard World Digital Songs.

## Antecedentes e composição
Previamente a produção de "Coup d'Etat", G-Dragon e seu companheiro de Big Bang, T.O.P, já haviam trabalhado com Diplo em sua canção "Knock Out" lançada em 2011 para seu primeiro álbum de estúdio. A dupla desenvolveu ainda uma canção a partir da batida de "Bubble Butt", canção de Diplo, lançada no álbum Free the Universe (2013) de seu trio Major Lazer. Esta versão de GD&TOP foi lançada mais tarde como um remix. Em entrevista para a revista Complex, G-Dragon afirmou que houve um acordo inicial onde ele faria uma canção para Diplo e ele lhe daria outra canção em troca. Dessa forma, ele recebeu a batida de "Coup d'Etat" de Diplo, mas encontrou dificuldades sobre o que fazer com ela até iniciar sua produção. Musicalmente, ele descreveu o significado de "Coup d'Etat" dizendo:
| “ | Eu queria fazer algo que soasse como rap, mas também com canto, então acabei fazendo do jeito que é, e você sabe, o significado de 'Coup D'Etat' é rebelião, é derrubar um governo. Apenas observando o mundo, foi assim que escrevi as letras com isso em mente, quero instigar continuamente, seja lá o que for. | ” |

Em junho de 2013, a YG Entertainment anunciou a participação de Diplo no novo álbum de G-Dragon. Tanto Diplo quanto Baauer, apesar de creditados como participantes da canção, ambos atuaram apenas como co-produtores da faixa. "Coup d'Etat" foi descrita por Jessica Oak da Billboard, como uma canção influenciada pelo trap de andamento lento, que possui uma demonstração da canção "The Revolution Will Not Be Televised" de Gil Scott-Heron.

## Vídeo musical
O vídeo musical de "Coup d'Etat" foi lançado em 1 de setembro de 2013 e recebeu mais de 750.000 mil visualizações em um dia na plataforma de vídeos Youtube. A produção inicia-se com G-Dragon sendo apresentando como uma criatura parecida com um zumbi, que tenta se erguer. Enquanto o vídeo musical avança, seu olhar atravessa a câmera em cenários expressivos, que incluem um cárcere sob um pêndulo do tempo, uma cozinha repleta de panelas que fervem notas de dinheiro e um camarim destruído. A seguir, um molde branco em 3D de G-Dragon aparece sangrando lágrimas pretas, semelhantemente ao utilizado como a capa de seu primeiro álbum Heartbreaker (2009). Em suas cenas finais, ele retira sua pele que está com a aparência do início da produção, para um novo G-Dragon surgir.
Dirigido por Seo Hyun-seung, o vídeo musical recebeu elogios do website Seoulbeats, que descreveu sua direção como "uma jornada vívida de três minutos e vinte e dois segundos, para o lado obscuro da imaginação visual de G-Dragon".

## Desempenho nas paradas musicais
Na Coreia do Sul, "Coup d'Etat" estreou em seu pico de número cinco na Gaon Digital Chart, de número quatro na Gaon Dowload Chart com vendas de 201,785 mil downloads digitais pagos e de número quinze na Gaon Streaming Chart com 1,718,163 milhão de transmissões. Nos Estados Unidos, posicionou-se em número 4 na Billboard World Digital Songs.

### Posições
| Paradas (2013)                                 | Melhor posição |
| ---------------------------------------------- | -------------- |
| Coreia do Sul (Gaon Weekly Digital Chart)      | 5              |
| Coreia do Sul (Gaon Weekly Download Chart)     | 4              |
| Coreia do Sul (Gaon Weekly Streaming Chart)    | 15             |
| Coreia do Sul (Billboard K-pop Hot 100)        | 15             |
| Estados Unidos (Billboard World Digital Songs) | 4              |

### Vendas
| País          | Parada                     | Vendas  |
| ------------- | -------------------------- | ------- |
| Coreia do Sul | Gaon Download Chart (2013) | 452,833 |

## Prêmios
| Ano  | Prêmio                  | Categoria                        | Resultado | Ref.   |
| ---- | ----------------------- | -------------------------------- | --------- | ------ |
| 2013 | Mnet Asian Music Awards | Nissan Juke Melhor Vídeo Musical | Venceu    | [ 13 ] |

### Vitórias em programas de música
"Coup d'Etat" recebeu uma vitória em programas de música sul-coreanos, o single competiu com outras canções de G-Dragon do mesmo álbum, como "Black", "Who You?" e "Crooked". Todas estas canções venceram pelo menos uma vez, o que fez com que G-Dragon conquistasse o feito de ser o primeiro artista a vencer diversos programas de música, com quatro canções diferentes de um único álbum.
| Data                   | Programa | Emissora |
| ---------------------- | -------- | -------- |
| 15 de setembro de 2013 | Inkigayo | SBS      |